# Les Eaux acides
Les Eaux acides est un roman de fantasy écrit par Robin Hobb. Traduction française de la seconde moitié du livre original Dragon Keeper publié en 2009, il a été publié en français le 17 novembre 2010 aux éditions Pygmalion et constitue le deuxième tome du cycle Les Cités des Anciens.

## Résumé
À Cassaric, le capitaine Leftrin accueille ses différents passagers en vue d'un périple visant à retrouver Kelsingra, l'antique cité des Anciens : une douzaine d'adolescents faisant office de gardiens de dragons, chacun s'occupant d'une bête pour lui prodiguer attention et soins, quelques chasseurs devant approvisionner le groupe en nourriture et enfin Alise Kincarron Finbok, femme de marchand de Terrilville et spécialiste des dragons et des Anciens, accompagnée par Sédric Meldar, secrétaire particulier de son mari.
Au fur et à mesure du voyage, des intrigues se nouent. Sédric Meldar, aspirant à quitter sa position de secrétaire de Hest Finbok, cherche secrètement à dérober tout ce qui se rapporte aux dragons (écailles, sang, chair, ...) dans le but d'une revente à prix d'or en Chalcède. Au sein des gardiens, la fraternité qui régnait en leur sein aux premiers jours du voyage se délite peu à peu avec Graffe qui tente de prendre l'ascendant sur le groupe. Thymara s'en rend compte et refuse cet état de fait même si pour l'instant elle semble incapable de le contrer. L'attirance mutuelle entre Leftrin et Alise semble augmenter de jour en jour, au grand dam de Sédric. Les dragons, quant à eux, confrontés à du gibier qu'ils parviennent à chasser, prennent un peu d'autonomie et gagnent en force.  